# Убивство на замовлення
Вбивство на замовлення (англ. The Hit List) — американський трилер 1993 року.

## Сюжет
Чарлі Пайк — невловимий найманий вбивця, що усуває тих, до кого не може добратися правосуддя. Він діє від імені таємного комітету, який виносить обвинуваченим свої власні вироки. Чергове завдання Чарлі — прибрати молоду, дуже спокусливу і сексуальну жінку. Але, коли він починає підготовку до замовленого вбивства, йому несподівано стає відомо, що наступним у списку для вбивств знаходиться його ім'я.

## У ролях
- Джефф Фейхі — Чарлі Пайк
- Янсі Батлер — Джордан Хеннінг
- Джеймс Коберн — Пітер Мейхью
- Майкл Біч — детекив Акін
- Ренді Оглсбі — детектив Вілчер
- Чарльз Леніер — капітан ДеБонт
- Шерман Говард — Бішоп
- Джефф Кобер — Річард Кордон
- Кріс Педерсен — Томмі
- Майкл Харріс — Шон
- Карл Кіарфаліо — вбивця
- Тоні Амендола — Рабін
- Стівен Маркус — безпритульний
- Ла Джой Фарр — Лінда
- Девід Брісбін — криміналіст
- Ерік Аварі — фармацевт
- Стівен Роу — детектив
- Елінор Джой Лінд — секретар Мейхью
- Андреас Віснівскі — Ленс
- Ешлі Грехем — бармен
- Майкл Вінтерс — детектив
- Мара Дуронслет — Марія
- Ханнес Фріч — вибивала
- Френсіс Піч — Боббі
- Шеллі Мішель — танцівниця
- Джеймс Джуд Кортні — вбивця